# Asger
 For den norske kommune Asker, se Asker.
Asger er et drengenavn, som stammer fra oldnordisk "Ásgeirr". Der er tale om en sammentrækning af "Ás", som betyder "gud", og "geirr", der betyder "spyd". Det findes også i formerne Asgar, Asgeir, Asker, Esge, Esger og Eske. Navnet stammer oprindeligt fra vikingetiden, men det uddøde efterhånden. Det begyndte dog at blive brugt igen under den nordiske navnerenæssance i det 19. århundrede.
Der var i 2025 omkring 6500 danskere, der hedder Asger, og 264 med navneformen Asker.

## Kendte personer med navnet

### Ásgeir
- Ásgeir Ásgeirsson, islandsk præsident.

### Asger
- Asger Bonfils, dansk skuespiller.
- Asger Jorn, dansk maler.
- Asger Leth, dansk filminstruktør.
- Asger Reher, dansk skuespiller.
- Asger Stadfeldt, dansk fødselshjælper.
- Asger Techau, dansk musiker fra Kashmir.
- Asger Aamund, dansk forretningsmand.

### Esger
- Esger Juul, dansk biskop i Aarhus Stift og ærkebiskop i Lund Stift.

### Eske
- Eske Bille, dansk diplomat og rigshofmester.
- Eske Holm, dansk koreograf og danser.
- Eske Willerslev, dansk DNA-forsker og biolog.

## Navnet anvendt i fiktion
- Asgar Lesniak er en figur fra WulffMorgenthaler.
- Eske Litle er titelfigur i en række historiske kriminalromaner af Martin Jensen

## Note
1. ↑  Nudansk Ordbog, 10. udgave 1980
2. ↑  Hvor mange hedder...? Danmarks Statistiks hjemmeside, besøgt 13. maj 2025.